# Rivière Caillet
Pour les articles homonymes, voir Caillet.
La rivière Caillet est un affluent du littoral Est de la baie James. Ce cours d'eau descend dans la municipalité de Eeyou Istchee Baie-James, dans la région administrative du Nord-du-Québec, au Québec, au Canada.

## Géographie
Les bassins versants voisins de la rivière Caillet sont :
- côté nord : rivière Achazi, La Grande Rivière, rivière Necopastic, rivière à la Truite ;
- côté est : réservoir Robert-Bourassa ;
- côté sud : rivière au Castor.

Le lac Kauskatikakamaw (altitude : 149 m) constitue le principal plan d'eau supérieur de la rivière Caillet. Long de 4,7 km et large de 2,4 km, ce lac est situé à 33 km à l'ouest du réservoir Robert-Bourassa et à 7,8 km au nord du lac Duncan.
Dans son cours vers l'ouest, la rivière recueille les eaux de la décharge du lac Nawasi (altitude : 129 m, venant du nord) et du Petit lac Nawasis (altitude : 126 m), de la décharge du lac Kawachikataw (venant du nord), de la décharge du lac Apiyaumutausich (venant du sud). Dans son cours, la rivière Caillet passe au sud du lac Atichikami (altitude : 91 m) où est situé le village de Chisasibi. La rivière coule en parallèle et au sud de la rivière La Grande. Elle traverse plusieurs zones de marais.
La rivière Caillet coule vers l'ouest pour aller se déverser sur les bâtures d'une baie du littoral Est de la baie James. Un petit archipel d'îles situé à l'entrée de la baie protège des tempêtes. Son embouchure est situé à 6,3 km au sud-est de l'embouchure de la rivière à la Truite qui coule en parallèle du côté nord ; à 18,9 km au nord de l'embouchure de la rivière au Castor ; et 34 km au sud de l'embouchure de la Grande Rivière.

## Toponymie
Le toponyme rivière Caillet évoque l'œuvre de vie de l'abbé Pierre Caillet (1673-1731) qui exerça son ministère notamment à Saint-Pierre-de-l'Île-d'Orléans de 1714 à 1731.
Le toponyme rivière Caillet a été officialisé le 5 décembre 1968 à la Banque des noms de lieux de la Commission de toponymie du Québec.